# Maciej Fijałek
Maciej Fijałek (ur. 7 sierpnia 1982 w Wadowicach) – polski siatkarz, grający na pozycji rozgrywającego. Od sezonu 2020/2021 jest zawodnikiem MKS-u Andrychów.
Jego brat Grzegorz jest reprezentantem Polski w siatkówce plażowej.

## Sukcesy klubowe
Mistrzostwo I Ligi:
- 2012, 2015, 2016[2]